# パヴァロッティ (小惑星)
パヴァロッティ (5203 Pavarotti) は、小惑星帯にある小惑星。チェコのクレチ天文台でズデニカ・ヴァーヴロヴァーによって発見された。
イタリアのオペラ歌手、ルチアーノ・パヴァロッティに因んで命名された。